# Harry Markowitz
Harry Max Markowitz (Chicago, 24 de agosto de 1927 – San Diego, 2 de junho de 2023) foi um economista estadunidense que recebeu o Prêmio Teoria John von Neumann de 1989 e o Prémio de Ciências Económicas em Memória de Alfred Nobel de 1990.
Markowitz foi professor de finanças na Rady School of Management na Universidade da Califórnia em San Diego (UCSD). Ficou mais conhecido por seu trabalho pioneiro na teoria moderna do portfólio, estudando os efeitos do risco, rentabilidade, correlação e diversificação de ativos em uma provável rentabilidade de uma carteira de investimentos.

## Morte
Markowitz morreu no dia 22 de junho de 2023 em um hospital em San Diego devido à pneumonia e à sepse.